# P.S. Ich liebe Dich
P.S. Ich liebe Dich ist ein 2004 erschienener Roman der irischen Schriftstellerin Cecelia Ahern. Das Buch führte in Deutschland, Irland, im Vereinigten Königreich, den Niederlanden sowie den USA die Bestsellerlisten an.

## Handlung
Holly, eine junge Frau aus Dublin, erhält nach vielen glücklichen Jahren mit ihrem Mann Gerry plötzlich die Nachricht, dass ihr Mann unter einem bösartigen Gehirntumor leidet. Von da an sehen die zwei ihr Leben von einem ganz anderen Blickwinkel. Holly versucht in dieser Zeit Gerry das Leben so schön wie möglich zu gestalten und tut alles für ihn.
Nach einem halben Jahr stirbt Gerry schließlich, zugleich verfällt Holly in schwere Depressionen. Sie ist verzweifelt, sieht keinen Sinn mehr in ihrem Leben und muss sich täglich dazu quälen morgens aufzustehen. Ihre Familie und ihre Freunde versuchen erfolglos, sie so gut wie möglich zu unterstützen. Eines Tages ruft Hollys Mutter an und erwähnt, dass bei ihr mehrere Briefe lägen, die sie gefunden habe. Sie seien an Holly adressiert und sie solle sie doch abholen.
Irgendwann ringt diese sich durch, das Haus zu verlassen und besucht ihre Mutter. Auf dem Packen Briefe steht Hollys Name. Es sind zehn Briefe zusammengeschnürt – allesamt von Gerry. Er hatte sie anscheinend geschrieben, kurz bevor er starb. Der erste Brief enthält eine Einweisung. Eine Stelle daraus: „Meine liebste Holly, ich weiß nicht, wo und wann Du diesen Brief lesen wirst, ich hoffe nur, dass es Dir gut geht, dass Du gesund und glücklich bist. Du hast mir mal gesagt, dass Du alleine nicht weiterleben kannst. Du kannst, Holly. Du bist stark und tapfer, und du wirst das durchstehen. Wir hatten eine wunderschöne Zeit zusammen und Du warst... Du warst mein Leben. Ich bedaure nicht einen Tag. (...)“
Die anderen zehn Briefe seien für je einen Monat gedacht, von März bis Dezember, die sie öffnen solle. Am Ende jedes Briefes steht stets „P.S. Ich liebe Dich.“ Holly befolgt die Anweisung und hält Gerry für diese Zeit im Herzen lebendig. Sie freut sich jedes Mal auf den folgenden Brief, der eine neue von Gerry gestellte Aufgabe oder Überraschung beinhaltet. So erhält Holly eine Reise nach Lanzarote für sie und ihre zwei Freundinnen Sharon und Denise.
Bei einer ihrer Aufgaben lernt Holly Daniel kennen. Die beiden freunden sich an und verbringen viel Zeit miteinander, wodurch sich Hollys Stimmung verbessert. Sie entfernt sich von der Einstellung, dass ihr Gegenüber Verständnis für Holly aufbringen muss, weil Gerrys Tod ein schwerer Schicksalsschlag gewesen ist. Dinge zu tun, die sie immer gemeinsam mit Gerry machte, wie die jährliche Weihnachtsfeier, fallen ihr weiterhin schwer. Bei der Weihnachtsfeier erklärt Daniel Holly, dass er gern mit ihr zusammen wäre und sie darüber nachdenken solle, ob sie schon bereit für eine Beziehung sei. Nach längerem Nachdenken befindet Holly, dass sie für eine neue Beziehung noch nicht bereit sei und ihren Mann zu sehr vermisse. Dennoch fasst sie neuen Mut sich wieder neuen Aufgaben zu stellen und ihr Leben wieder zu leben.

## Bedeutung am Buchmarkt
Bei der Wahl des beliebtesten Buches der Deutschen durch das ZDF 2004 wurde P.S. Ich liebe Dich auf Platz 84 gewählt. Bei einer im April 2006 von der ARD gestarteten Leserumfrage erreichte das Buch Rang 8 der Lieblingsbücher.

## Verfilmung
Die Verfilmung des Buches lief ab 21. Dezember 2007 in den Kinos der USA und seit 17. Januar 2008 in den deutschen Kinos. Unter der Regie von Richard LaGravenese spielt Hilary Swank die Rolle der Holly, in weiteren Rollen spielen Gerard Butler, Lisa Kudrow, Harry Connick jr., Gina Gershon, Jeffrey Dean Morgan, Kathy Bates und James Marsters.
Allerdings unterscheiden sich Buch und Film in vielerlei Hinsicht, sowohl was die Handlung an sich als auch Personen und Orte betrifft.